# Salernobukten

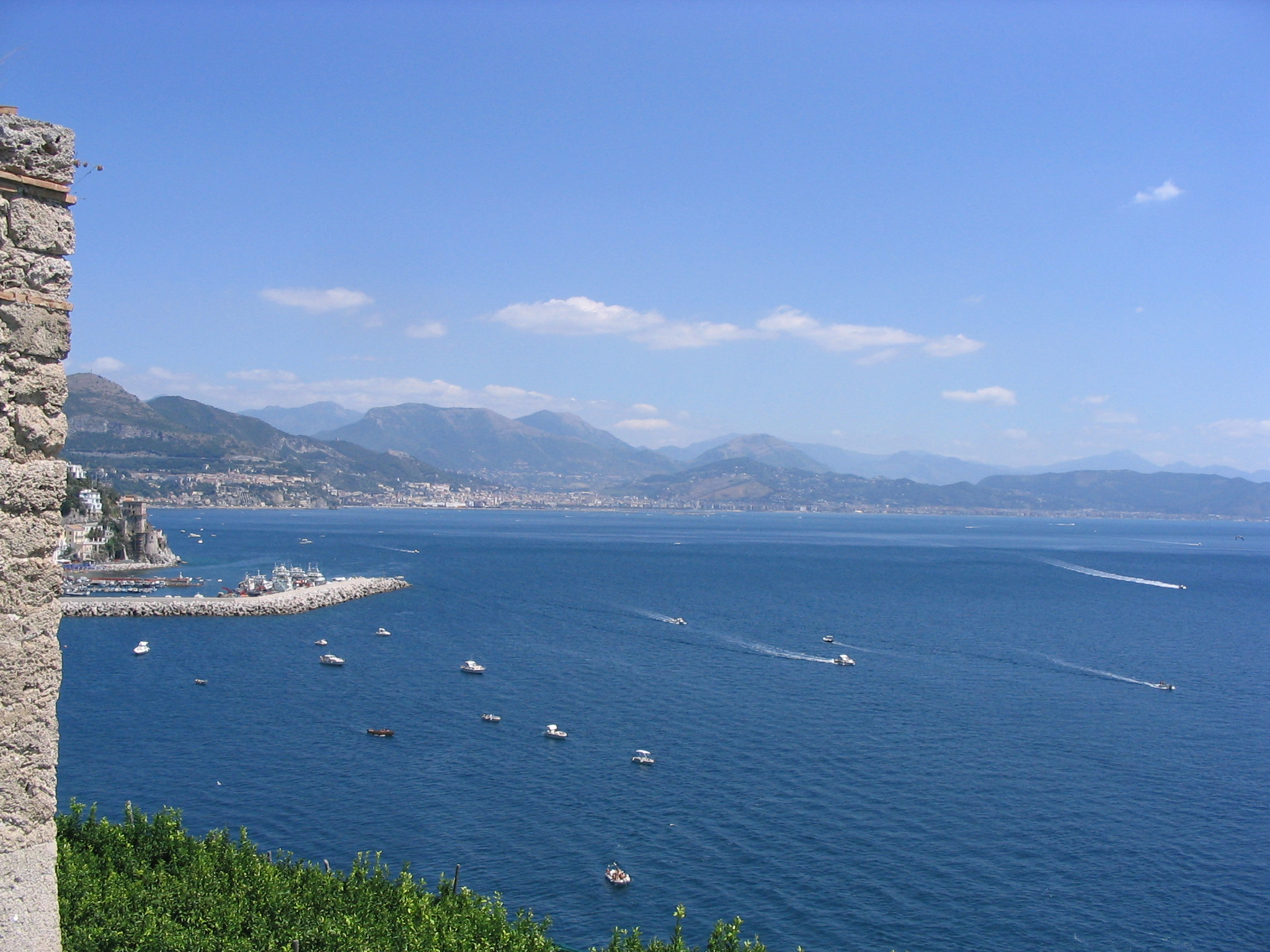
Salernobukten

Salernobukten, eller Paestumbukten, är en bukt på den italienska västkusten i Medelhavet, sydost om Neapelbukten. Den är 48 km bred vid mynningen och är 38 km lång. Vid dess kuster ligger städerna Amalfi och Salerno.